# Веселий Роздол (Олександрівська селищна громада)
Веселий Роздо́л — село в Україні, у Вознесенському районі Миколаївської області. Населення становить 88 осіб. З 2016 року у складі Олександрівської селищної громади.

## Населення

### Мова
Розподіл населення за рідною мовою за даними перепису 2001 року:
| Мова       | Кількість | Відсоток |
| ---------- | --------- | -------- |
| українська | 75        | 85.23%   |
| російська  | 12        | 13.63%   |
| румунська  | 1         | 1.14%    |
| Усього     | 88        | 100%     |